# رسوم القطع
رسوم القطع (بالإنجليزية: Stumpage)‏، هو السعر الذي تدفعه شركة خاصة للحصول على حق حصاد الأخشاب من قاعدة برية معينة والذي يتم دفع إلى مالك الأراضي. تاريخياً، يتم الدفع على حسب الأشجار المحصودة. وفي الوقت الحالي يتم الدفع عن طريق قياسات اعتيادية مثل الأمتار المكعبة أو الأقدام أو الأطنان. 